# Chronique d'Égypte
Chronique d'Égypte (CdE) is een wetenschappelijk tijdschrift uitgegeven door het Egyptologisch Genootschap Koningin Elisabeth, gewijd aan de Egyptologie.
Het tijdschrift wordt sinds 1925 uitgegeven en bevat bijdrages van zowel Belgische als buitenlandse Egyptologen. De Chronique d’Egypte zal uitgroeien tot één van de belangrijkste egyptologische tijdschriften, en dit is grotendeels te danken aan het feit dat het tijdschrift de volledige geschiedenis van Egypte bestrijkt, van de prehistorie tot de faraonische periode, en van de koptische periode tot de Arabische periode.
De Chronique wordt uitgegeven met de steun van de "Universitaire Stichting", van het "Fonds de la Recherche Scientifique (F.R.S.-FNRS)" en de Federatie Wallonië-Brussel". Het tijdschrift telt jaarlijks ongeveer 400 bladzijden.

## Redacteurs
Faraonisch Egypte:
- Luc LIMME
- Luc DELVAUX
- Françoise LABRIQUE
- René PREYS

Grieks-Romeins Egypte:
- Alain MARTIN
- Paul HEILPORN
- Marie-Hélène MARGANNE
- Katelijn VANDORPE

Christelijk en Arabisch Egypte:
- Alain DELATTRE
- Élodie MAZY
- Perrine PILETTE
- Naïm VANTHIEGHEM